# مي شدياق
مي شدياق (20 يوليو 1963)، إعلامية وصحفية لبنانية عينت في 31 يناير 2019 وزيرة الدولة لشؤون التنمية الإدارية في الحكومة المكلفة من قبل الرئيس سعد الحريري.

## حياتها
ولدت في بيروت عاشت طفولتها مع والدتها ايفيت وأختيها ميراي ومشلين  وأخ توفي بعمر الثانية عشرة في منطقة الجميزة الذي كان قريباً من خط التماس الذي شطر بيروت قسمين شرقية وغربية خلال الحرب الأهلية تحمل درجة الدكتوراه في الصحافة من الجامعة اللبنانية، كما درّست في جامعة سيدة اللويزة الكاثوليكية، حائزة شهادة الدكتوراه في علوم الإعلام والتواصل من جامعة باريس الثانية Université Paris II Panthéon Assas.

### حياتها الأسرية
تزوجت من زميلها «سعد غريب» لكن الزواج لم يدم طويلا.

## مسيرتها المهنية
بدأت كمذيعة في اذاعة صوت لبنان عام 1982، عملت كمراسلة ومذيعة أخبار في المؤسسة اللبنانية للإرسال منذ عام 1985، تولّت رئاسة قسم الإعلام في سفارة لبنان في سويسرا بين عامي 1989
1990، عملت في قطاع العقارات بين عامي 1994 - 1998.
عملت أستاذة في مواد الصحافة والتلفزيون والراديو في جامعة سيدة اللويزةمنذ عام 1997
مؤسسة ورئيسة مؤسسة مي شدياق (MCF) والمعهد الإعلامي التابع لها (MCFMI)، مؤسسة ورئيسة أكاديمية ALAC-Academy of Leadership & Applied Communications
أعدت وقدمت برنامج الحوار السياسي الصباحي «نهاركم سعيد» عبر
شاشة ال بي سيبين عامي 1998-2005.
ناضلت من أجل حرية اللبنانيين، في وقت كان القليلون يجرأون على الاعتراض على حالة الطغيان السائدة، مما عرّضها للعديد من التهديدات بالقتل عرفت بنقدها لهيمنة سوريا على لبنان.
بعد محاولة اغتيالها ونجاتها عادت لاحقاً إلى المؤسسة اللبنانية للإرسال مع برنامج بكل جرأة. وبتاريخ 4 فبراير 2009 أعلنت شدياق اعتزالها مهنتها وسبق لها تقديم برامج أخرى مثل نهاركم سعيد هي عضوة في حزب القوات اللبنانية.

### إصدارتها المكتوبة
وضعت كتابين الأول عام 2006 بعنوان: "Le ciel m'attendra" «السماء تنتظرني» الذي حصل على جائزة "Prix vérité" في Le Cannet، فرنسا. تلاه كتاب La télévision mise à nu «التلفزيون أذا تكلم»، عام 2014 وقد منح الكتاب الثاني «جائزة فينيكس».

### محاولة إغتيالها
في 25 سبتمبر 2005 تعرّضت الدكتورة لمحاولة تفجير سيارتها مما تسبّب في فقدانها ساقها اليسرى وذراعها وبعد ستة أشهر على اغتيال رئيس الوزراء رفيق الحريري. بعد عشرة أشهر من العمليات الجراحية والعلاج وبرامج إعادة التأهيل في فرنسا.

## جوائز
- جائزة حرية التعبير من الاتحاد الدولي للصحافة الفرنسية (UPF) عام 2005
- جائزة اليونسكو/غييرمو كانو العالمية لحرية الصحافة، 3 مايو 2006[13]
- جائزة الشجاعة في الصحافة من مؤسسة إعلام المرأة الدولية، 27 أكتوبر 2006[14]
- صنّفتها وزيرة الخارجية الأميركية كوندوليزا رايس 2006 من بين أبرز الشخصيات الإعلامية في العالم".
- وسام جوقة الشرف التي قدّمها الرئيس جاك شيراك، 3 مايو 2007[15]
- «بطلة حرية الصحافة في العالم» من قبل معهد الصحافة الدولي، 2010[16]
- حصلت في حزيران 2016 على درجة الدكتوراه الفخرية من الجامعة الأميركية للعلوم والتكنولوجيا.
- حصلت على جوائز الإنجاز مدى الحياة من الجامعة اللبنانية - الكندية والجامعة الأمريكية في لبنان عام 2017.
- «جائزة منيرفا آنا ماريا مامولانتي» لحقوق الإنسان والحقوق المدنية لفئة النساء، إضافة إلى ميدالية رئاسة الجمهورية الايطالية عام 2017
- منحها البابا فرنسيس ميدالية القديس غريغوار الكبير "Dame de l'ordre de Saint Gregoire-le Grand 2017"، وقلّدها الميدالية البطريرك الماروني الكاردينال مار بشارة بطرس الراعي عام 2018 في بكركي.